# Sarnano
Sarnano là một đô thị ở tỉnh Macerata ở vùng Marche, có vị trí cách khoảng 70 km về phía tây nam của Ancona và khoảng 30 km về phía tây nam của Macerata. Tại thời điểm ngày 31 tháng 12 năm 2004, đô thị này có dân số 3.389 người và diện tích là 63 km².
Sarnano giáp các đô thị: Acquacanina, Amandola, Bolognola, Fiastra, Gualdo, Montefortino, San Ginesio.